# Các ngày lễ ở Cộng hòa Dân chủ Nhân dân Triều Tiên
Dưới đây là một danh sách các ngày lễ chính tại Cộng hòa Dân chủ Nhân dân Triều Tiên

## Danh sách
| Ngày                 | Tên                                           | Ghi chú | Ngày nghỉ |
| -------------------- | --------------------------------------------- | --- | --------- |
| 1 tháng 1            | Tết Dương lịch                                | |           |
| 8 tháng 1            | Sinh nhật Kim Jong-un                         | | ?         |
| 1 tháng 1 (âm lịch)  | Seollal (Tết Âm lịch)                         | Ngừng tổ chức từ năm 1912 vì cho rằng đây là ngày lễ của Trung Quốc. Đến năm 1989, họ bắt đầu ăn mừng trở lại.                                                                                      | 3 ngày    |
| 16 tháng 2           | Sinh nhật Kim Chính Nhật                      | hay Tiết Quang Minh Tinh | 2 ngày    |
| 15 tháng 4           | Sinh nhật Kim Nhật Thành                      | Cũng được gọi là Tiết Thái Dương. Từ năm 2012, Cộng hòa Dân chủ Nhân dân Triều Tiên bắt đầu gọi ngày này là Tết Kwangmyongsong. Họ tính ngày, tháng theo lịch dương nhưng tính năm theo lịch Juche. | 2 ngày    |
| 25 tháng 4           | Ngày thành lập quân đội Nhân dân Triều Tiên   | Kim Nhật Thành đã chuyển từ ngày thành lập thực tế là 8 tháng 2 sang ngày thành lập đội du kích của ông vào năm 1932                                                                                |           |
| 1 tháng 5            | Tiết người lao động quốc tế                   | |           |
| 5 tháng 5 (âm lịch)  | Tết Đoan ngọ                                  | |           |
| 27 tháng 7           | Tiết Chiến tranh giải phóng tổ quốc thắng lợi | Kết thúc chiến tranh Triều Tiên năm 1953 |           |
| 15 tháng 8           | Tiết Tổ quốc quang phục                       | Nhật Bản đầu hàng trong Chiến tranh thế giới thứ 2 |           |
| 9 tháng 9            | Ngày thành lập chính quyền Nhân dân           | Thành lập Cộng hòa Dân chủ Nhân dân Triều Tiên năm 1948 |           |
| 15 tháng 8 (âm lịch) | Chuseok                                       | Tết Trung thu | 3 ngày    |
| 10 tháng 10          | Ngày thành lập Đảng                           | Thành lập Đảng Lao động Triều Tiên năm 1945 |           |
| 27 tháng 12          | Tiết Hiến pháp Xã hội chủ nghĩa               | Ban hành Hiến pháp Cộng hòa Dân chủ Nhân dân Triều Tiên năm 1998 |           |

## Ngày kỉ niệm khác
- Ngày Chosǒn'gŭl (조선글날) vào 16 tháng 1.
- Tết Nguyên tiêu vào 15 tháng 1 (âm lịch).